# آوای ارواح
آوای ارواح (به انگلیسی: Stir of Echoes) یک فیلم فراطبیعی ترسناک آمریکایی محصول سال ۱۹۹۹ به نویسندگی و کارگردانی دیوید کپ و بر اساس رمانی به همین نام اثر ریچارد متیسون در سال ۱۹۵۸ است. در این فیلم کوین بیکن، کاترین اربه، ایلیانا داگلاس و کوین دان به ایفای نقش پرداخته‌اند.
این فیلم در ۱۰ سپتامبر ۱۹۹۹ در ایالات متحده اکران شد.

## داستان
در این فیلم، کارمند تلفن، تام ویتزکی (بیکن) پس از هیپنوتیزم شدن توسط خواهر شوهرش، لیزا (داگلاس) شروع به تجربه مجموعه‌ای از رؤیاهای ترسناک می‌کند.

## گیشه
باکس آفیس در آخر هفته افتتاحیه خود، این فیلم با ۵٫۸۱۱٫۶۶۴ دلار در رتبه سوم فروش باکس آفیس قرار گرفت و به مدت سه هفته در ده فیلم برتر ماند. پس از یک دوره ۱۴ هفته ای، مجموع ناخالص داخلی آن ۲۱٫۰۷۳٫۷۰۸ دلار بود. این فیلم در بریتانیا ۸۱۸٫۲۱۳ پوند فروخت. در سراسر جهان، بیش از ۲۱ میلیون دلار درآمد داشت.

## بازخوردها
بسیاری از منتقدان احساس کردند که فیلم مدت کوتاهی پس از اکران فیلم‌های غیبی پردرآمد سال: حس ششم، پروژه جادوگر بلر و مومیایی آسیب دیده است.
- در راتن تومیتوز بر اساس رای ۱۰۷ منتقد دارای امتیاز ۶٫۴ از ۱۰ است.[۱۱]
- در متاکریتیک بر اساس رای ۳۰ منتقد دارای امتیاز ۶۷ از ۱۰۰ است که نشان‌دهنده «بررسی‌های عموماً مطلوب» است.[۱۲]
- تماشاگران در نظرسنجی سینماسکور در آخر هفته افتتاحیه به فیلم نمره متوسط "B" را در مقیاسی از A+ تا F دادند.[۱۳]

## دنباله
- آوای ارواح: بازگشت به خانه (۲۰۰۷)[۱۴]